# 古得多 (電影)
《古得多》（法語：Goutte d'Or）是一部2013年丹麥和法國合製的奇幻定格動畫短片，由克里斯多夫·佩拉當（Christophe Peladan）執導和編劇，同時也是導演處女作。該片為和共同製作。該片的官方宣傳簡介為「當海盜進入死亡王國時，他遇到了美麗的女王」，劇情講述一名海盜船長在進入死亡國度後，為了追求美麗的女王而使出了渾身解數，但要抓住她的心並非易事。
《古得多》2013年2月6日在YouTube上釋出初製版後，獲得了超過300萬次的觀看次數；2013年8月26日在奧登斯國際影展上首映正式版。

## 劇情
在一處有著陰森迷霧壟罩的死亡國度，有三名上吊的海盜樂手掛在樹梢上搖晃著。與此同時，一艘體型龐大的海盜船從下方的深不見底的漩渦中冒了出來，並有著一名海盜船長也以上吊的方式掛在船桅上；不久後，那名海盜醒來後開始試圖掙脫頸部的繩子，但最後失敗而放棄。當月亮被雲掩蓋後，三名樂手開始彈奏著樂器；此時，一隻漆黑的章魚飄到了船長的身旁，當船長試圖拔刀攻擊時，章魚卻給了他一支單簧管。當掩蓋的月亮雲散去後，船長才發現，那隻章魚的全貌是名頭戴章魚、坐著飛天掃帚的美麗裸女王，使得船長為了追求她而開始介紹自己，但卻因自己過去殺過大章魚而惹得女王頭上的章魚不滿。當女王準備離開時，船長用刀割開了自己頸部的繩子，並將船上的財寶展現給女王看，但女王無感而離去。眼看女王就要離去，船長將船揚帆追上，並開始逗趣地吹著那支單簧管讓女王回來，但章魚又不滿地將女王拉走。當女王再度離去時，船長失落地在此用繩子把自己吊起來，而看到此景象的女王決定掉頭並將船長丟掉的單簧管撿給他；最終，女王帶著船長一同揚長而去。

## 製作
《古得多》為導演克里斯多夫·佩拉當（Christophe Peladan）所執導的首部短片，過去他一直在歐洲各地的不同工作室擔任定格動畫角色的動畫師。《古得多》在巴黎維堡的動畫工作室花了六年的時間拍攝。該片是以定格動畫結合綠幕去背的方式來製作，且片中的人物、場景和海盜船皆是實體道具，其餘再以特效的來完成背景。此外，片中並沒有任何是一句對白，而是僅以音樂和影像的方式來述說故事。參與《古得多》的動畫師包括了佩拉當、提姆·艾倫（Tim Allen）、盧多維克·貝拉爾多（Ludovic Berardo）、布萊恩·漢森（Brian Hansen）、馬里蘭·帕羅（Marjolaine Parot）、弗洛里安·佩林勒（Florian Perinelle）、丹·拉姆齊（Dan Ramsay）。
而片中的主要樂曲和則分別是由Les Primitives du Futur與山繆·塞內（Samuel Sené）所創作。

## 發行
《古得多》於2013年2月6日在的YouTube頻道上釋出初期製作版影片，並在短短幾週內其觀看次數超過了300萬次。之後，該片也於同年8月26日在奧登斯國際影展上首映完整版。該片直到2015年10月才在網上廣泛釋出。

## 反響
《古得多》推出後獲得了普遍好評，其片中的大膽風格、人物表現、氣氛和音樂都獲得了肯定；此外，赤裸女性的大膽設定也引起了許多觀看者的注意。相反地，也有人認為該片的故事部分仍懸而未決，且質疑為何YouTube沒有對此進行年齡限制。該片於IMDB網站上獲得了7.1分，而在FilmAffinity網站上則持有6.2分。
《古得多》在2013年奧登斯國際影展上放映後，動畫評審團評為「電影有著一種幾乎要超越目不轉睛的方式！」曾入圍過奧斯卡金像獎的貝瑞·帕爾夫斯稱讚了該片，「簡單驚人、獨特、大膽、浪漫，且令人讚嘆！」《聖誕夜驚魂》（1993年）的導演亨利·謝利克將其評為「一部完美燦爛的電影！」而丹麥動畫導演亨利·謝利克則直接將該片評為「傑作」。GeekTyrant網站的喬伊·保爾（Joey Paur）給予《古得多》好評，並讚賞了片中美麗的色調、故事、動畫和氛圍。

## 榮譽
| 2014 | Ekko入圍獎 | 最佳動畫（最佳動畫電影） | 《古得多》                                   | 提名 | [ 17 ] |
| 2014 | Ekko入圍獎 | 觀眾獎                   | 克里斯多夫·佩拉當                            | 提名 | [ 17 ] |
| 2014 | Ekko入圍獎 | 初審入圍                 | 克里斯多夫·佩拉當                            | 提名 | [ 17 ] |
| 2014 | 羅伯獎     | 最佳短篇動畫             | 索倫·法蘭（監製）、克里斯多夫·佩拉當（導演） | 提名 | [ 18 ] |

## 外部連結
- 官方网站
- 互联网电影数据库（IMDb）上《古得多》的资料（英文）
- YouTube上的 （英文）
- 《古得多》的幕後製作照 （页面存档备份，存于） （英文）